# Blanfordia japonica bensoni
Sous-espèce
Blanfordia japonica bensoni (A. Adams, 1861) est une sous-espèce de gastéropodes terrestres endémique du Japon.